# Anemone pseudoaltaica
Anemone pseudoaltaica Hara  är en ranunkelväxt som ingår i släktet sippor och familjen ranunkelväxter. 
Inga underarter finns listade i Catalogue of Life.

## Bilder

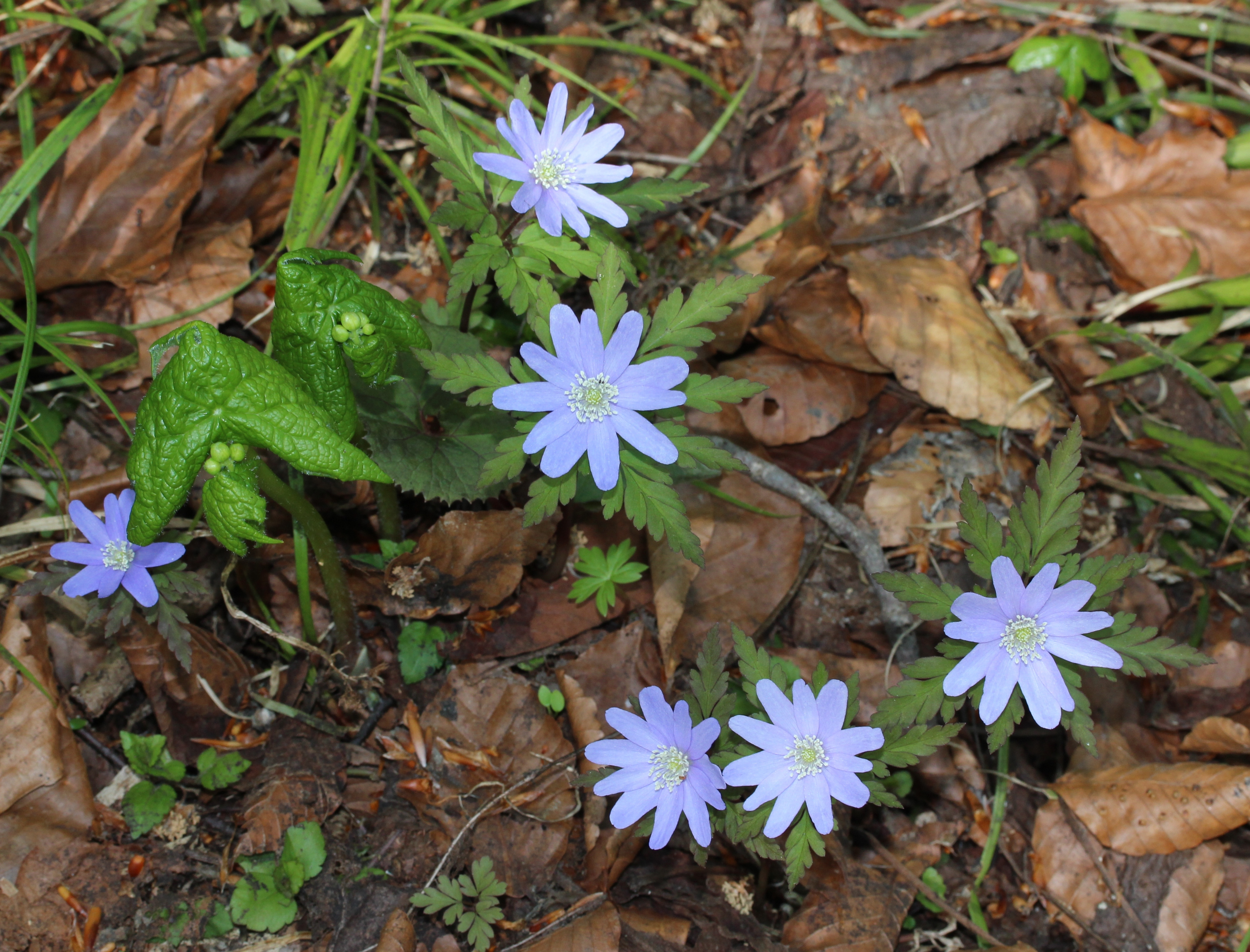
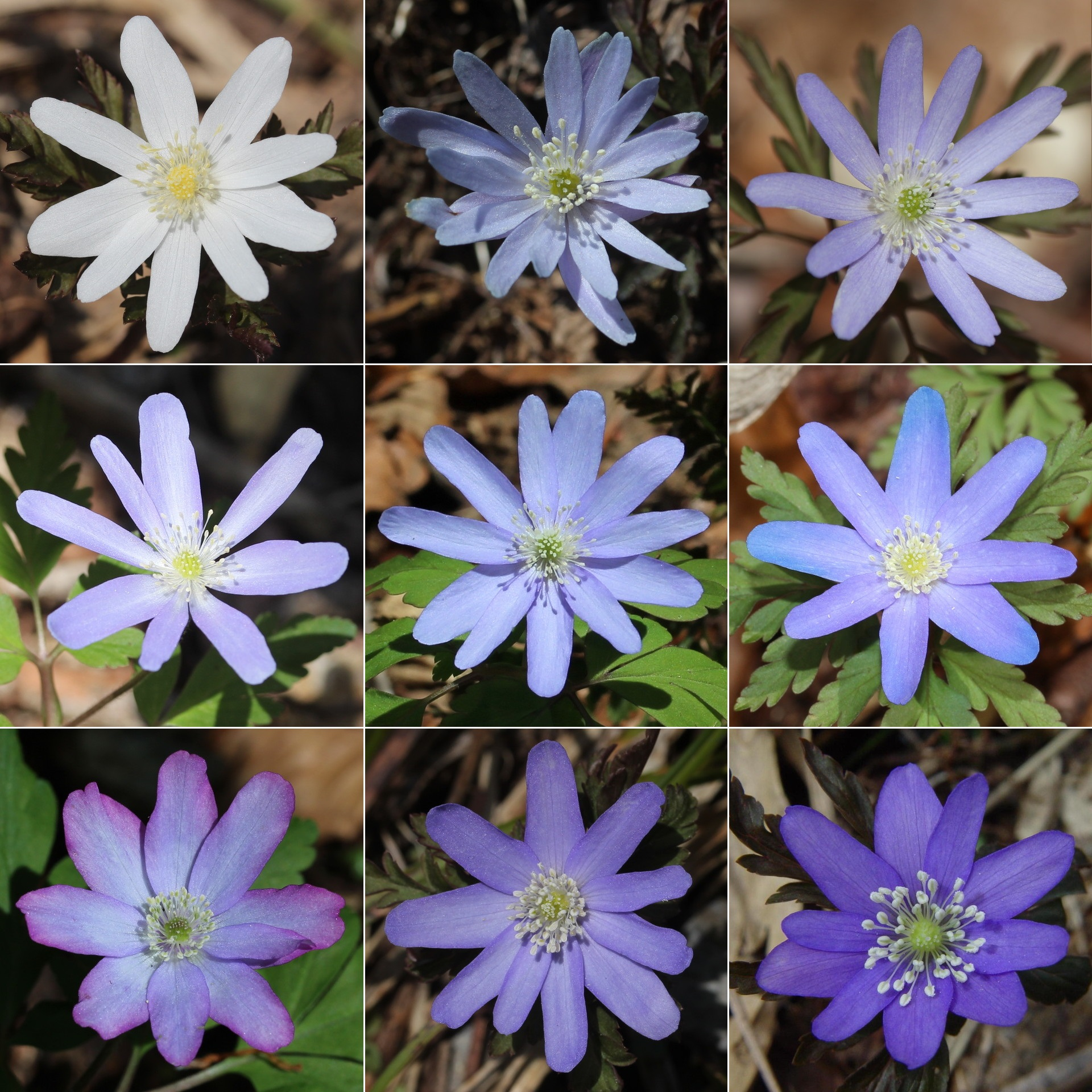
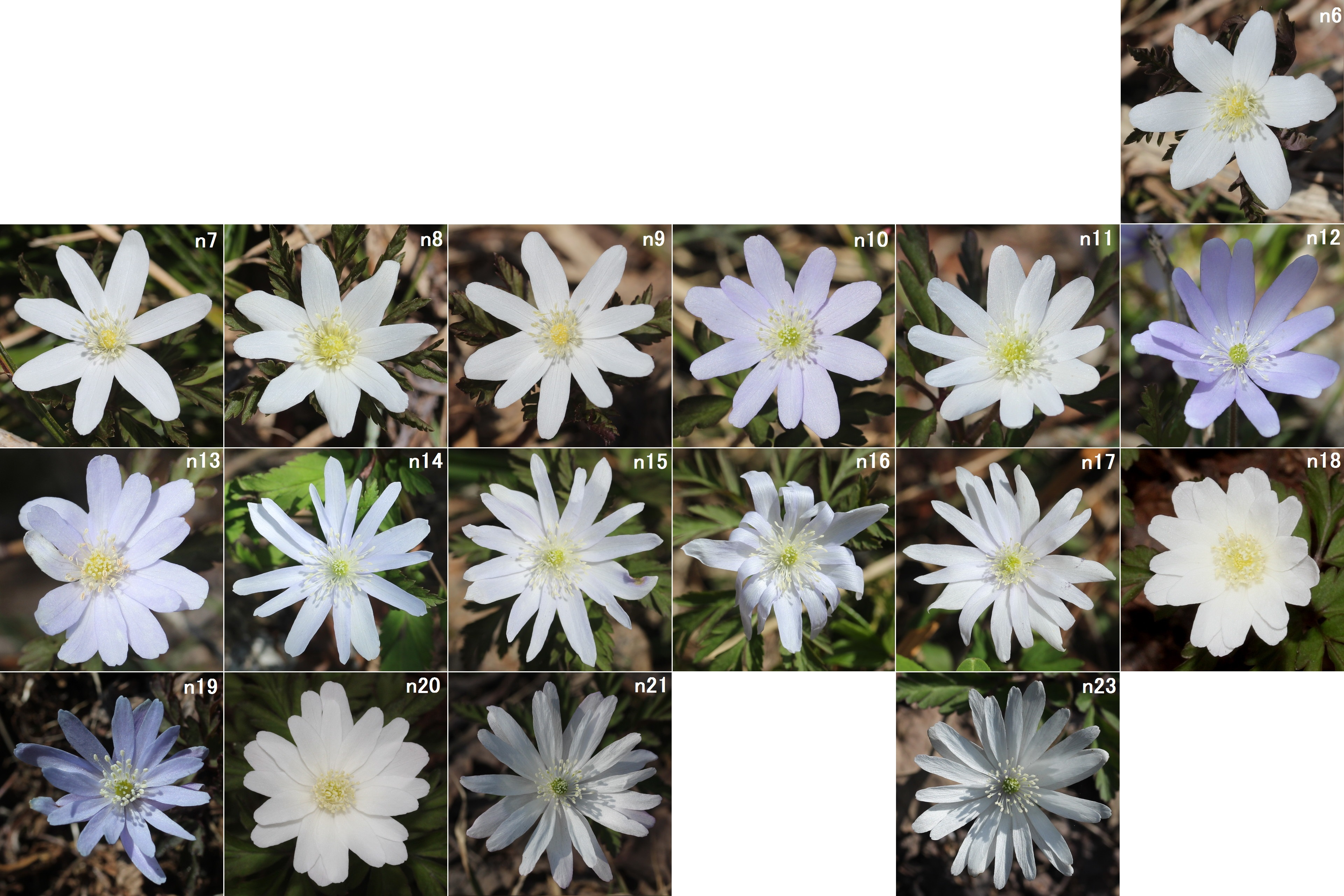
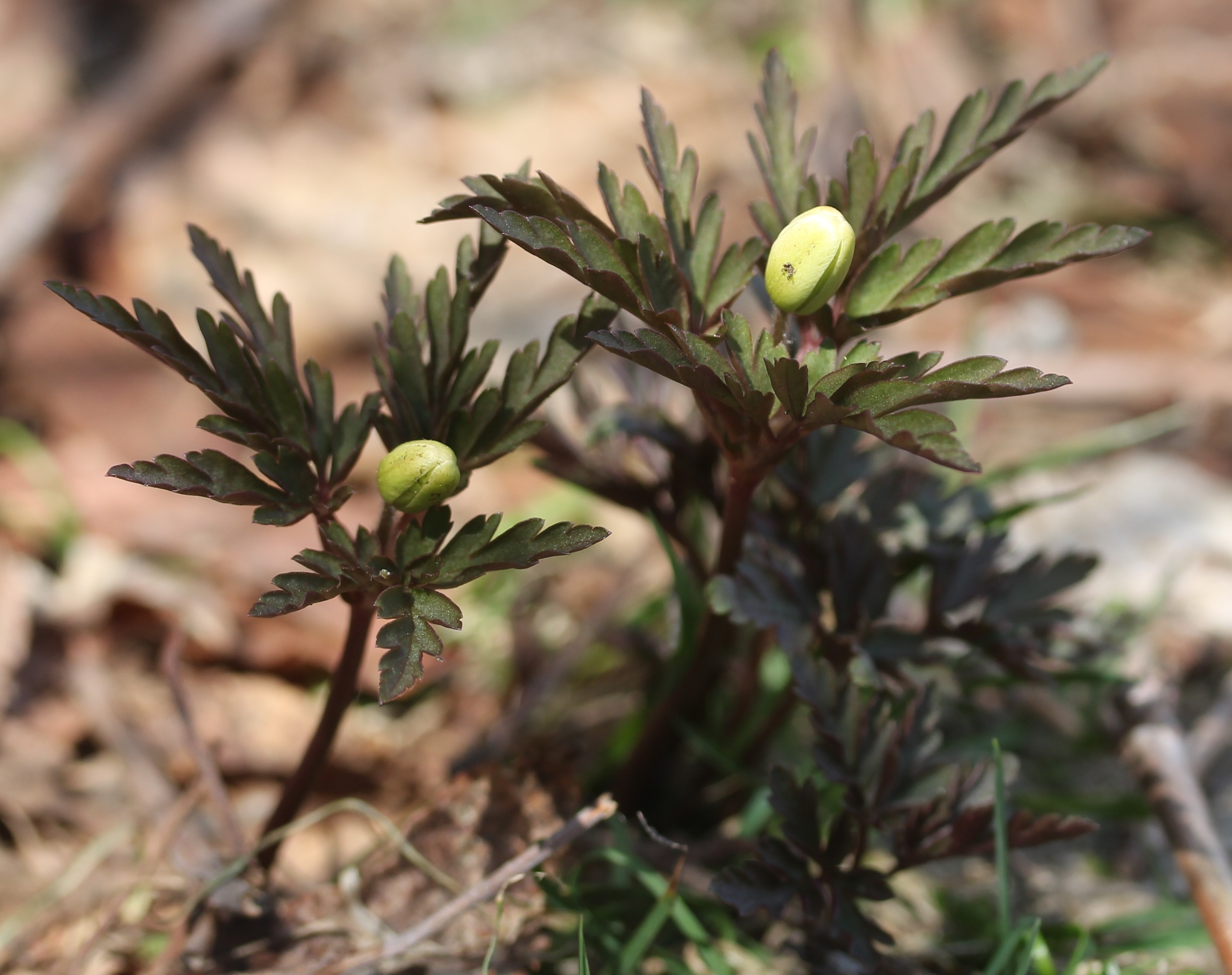
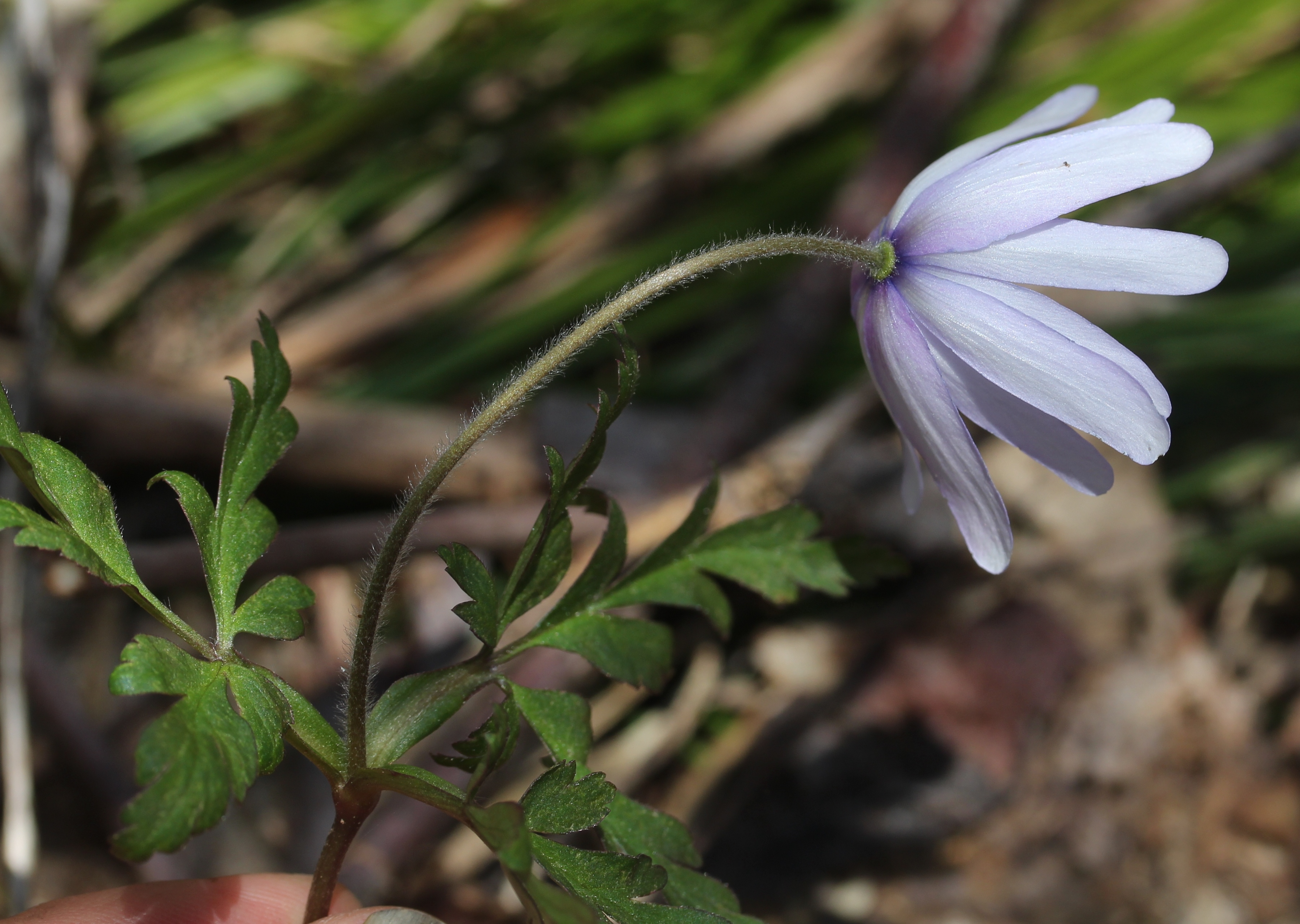
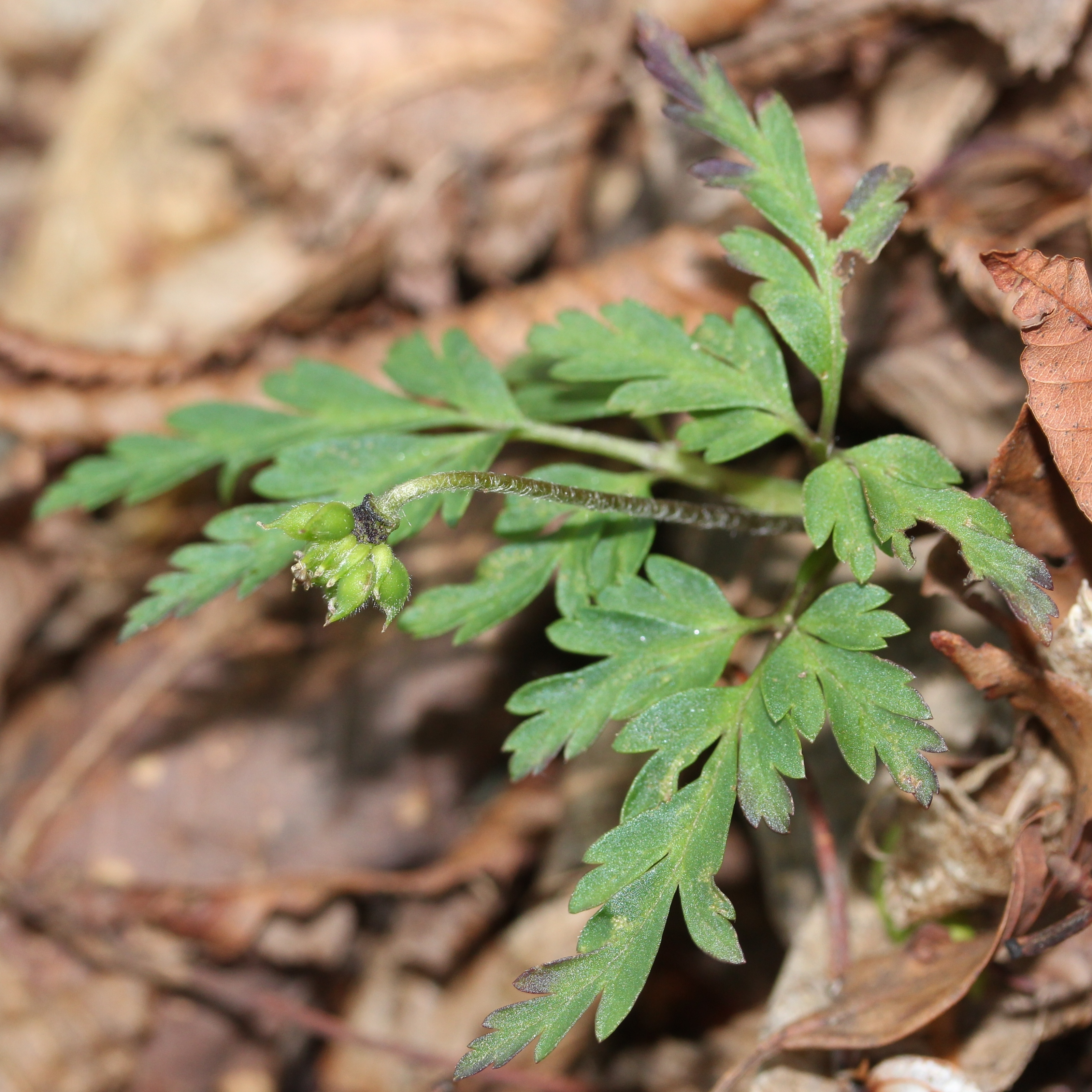